# Ramon Nadal i Horrach
Ramon Nadal i Horrach   (Palma, 1913 - Palma, 1999) fou un pintor mallorquí.

## Biografia
Estudià a l'Escola d'Arts Aplicades i Oficis Artístics de Palma, on va ser alumne de Llorenç Cerdà i Francesc Rosselló. Les seves primeres obres es caracteritzaren per un realisme lluminós. Més endavant va ser deixeble de Francesco Bernareggi. Als tretze anys va fer la primera exposició individual al saló la Veda, de Palma. Va ser amic de Bartomeu Rosselló-Pòrcel i en va fer l'únic retrat.
En la postguerra es va convertir en un dels pintors joves de més anomenada. Va fer part del Grup Literari i Artístic Azul i el 1940 va ser un dels fundadors del Cercle de Belles Arts de Palma. L'obra d'aquest període es caracteritza per una construcció sòlida, un dibuix ferm i una evolució des dels colors sobris cap a un colorisme vibrant.
El 1941 exposà per primera vegada a Barcelona. El 1946 exposà al Cercle de Belles Arts de Palma, amb un gran èxit popular. D'aquesta època és Vista de Palma (1949), adquirida per l'Ajuntament de Palma. A partir de llavors va dur a terme moltes exposicions, amb una producció molt extensa. Els paisatges han tengut un lloc destacat en la seva obra. També va fer molts de retrats i natures mortes.
Pel que fa a l'enquadrament de la seva pintura, es considera que va passar de les influències de Cerdà i Rosselló a manifestar elements noucentistes, per acabar en un variat registre de ressons postimpressionistes. La seva obra ha estat classificada d'acord amb els colors dominants a cada període. A partir de 1942 predominaren els verds; unes marines de 1944-45 iniciaren el període blau fins que el 1956, un interior de la Seu de Mallorca marca l'inici del vermell. Van ser deixebles seus Miquel Llabrés, Antoni Nadal i Francesc Gaita.
El 1952 li fou atorgada la medalla d'honor del Cercle de Belles Arts de Palma. Des de 1964 és acadèmic numerari de la Reial Acadèmia de Belles Arts de Sant Sebastià de Palma.